# Indo-pakistanska kriget 1965
Indo-pakistanska kriget 1965 eller Andra Kashmirkriget utbröt i var en konflikt där Indien slogs mot Pakistan 1965. I april 1965 utbröt stridigheter mellan indiska och pakistanska gränstrupper, och i augusti 1965 blossade konflikten upp på nytt sedan pakistanska styrkor tågat över 1947 års eldupphörslinje och inlett en offensiv mot Jammu och Kashmir. Indien svarade med att korsa den internationella gränsen vid Lahore i början av september 1965. Tre veckor senare enades båda parterna om FN:s eldupphörsförslag och i januari 1966 enades Indien och Pakistan på ett möte i Tasjkent om att lösa konflikten fredligt, och dra tillbaka sina soldater till samma positioner som före augusti 1965.

### Fotnoter
1. ↑  ”The 1965 War” (på engelska). BBC. 7 mars 1965. http://news.bbc.co.uk/hi/english/static/in_depth/south_asia/2002/india_pakistan/timeline/1965.stm. Läst 30 januari 2015.